# Yassine Rachik
Yassine Rachik (* 11. Juni 1993 in Aïn Sebaâ, Casablanca) ist ein italienischer Leichtathlet marokkanischer Herkunft, der sich auf Langstreckendistanzen spezialisiert hat.

## Leben
Yassine Rachik wurde in der marokkanischen Metropole Casablanca geboren. Zunächst betrieb er Karate und kam im Jahr 2004 nach Italien, wo er zusammen mit drei Brüdern in Castelli Calepio aufwuchs. Seit 2015 besitzt er die italienische Staatsbürgerschaft und tritt seitdem auf internationaler Ebene für Italien an.

## Sportliche Laufbahn
2015 nahm er erstmals an internationalen Meisterschaften teil. Bei den U23-Europameisterschaften in Tallinn trat er sowohl über die 5000-Meter-, als auch über die 10.000-Meter-Distanz an. In letzterem Rennen gewann er die Bronzemedaille. Zwei Tage später kam er über die halbe Distanz auf dem achten Platz ein. Nach einigen Jahren, in denen er an Läufen verschiedener Distanzen, unter anderem in seiner italienischen Heimat, den Niederlanden, Belgien, der Schweiz und in China teilnahm, trat er 2018 bei den Europameisterschaften in Berlin über die Marathondistanz an. In der Einzelwertung belegte er in einer Zeit von 2:12:09 h den dritten Platz, rund drei Minuten hinter Sieger Koen Naert aus Belgien. In der inoffiziellen Teamwertung, dem sogenannten Marathon-Cup, stellte er mit seinen Landsleuten Eyob Ghebrehiwet Faniel und Stefano La Rosa in 6:40:48 h die schnellste Mannschaft. Sie verbesserten die Bestzeit von den Europameisterschaften 2014 in Zürich der russischen Mannschaft um etwa sechs Minuten.
Am 28. April 2019 lief er beim London-Marathon in 2:08:05 h eine neue persönliche Bestzeit, was ihm dort den neunten Platz einbrachte. Beim Marathonlauf im Rahmen der Weltmeisterschaften in Doha lief er in 2:12:41 h auf Platz 12. Anschließend qualifizierte sich Rachik zum ersten Mal für die Olympischen Sommerspiele, konnte allerdings Anfang August 2021 in Sapporo den Wettkampf nicht beenden.

## Wichtige Wettbewerbe
| Jahr                | Veranstaltung             | Ort                 | Platz               | Disziplin           | Zeit                |
| Startet für Italien | Startet für Italien       | Startet für Italien | Startet für Italien | Startet für Italien | Startet für Italien |
| ------------------- | ------------------------- | ------------------- | ------------------- | ------------------- | ------------------- |
| 2015                | U23-Europameisterschaften | Tallinn             | 3.                  | 10.000 m            | 28:53,99 min        |
| 2015                | U23-Europameisterschaften | Tallinn             | 8.                  | 5000 m              | 14:05,00 min        |
| 2018                | Europameisterschaften     | Berlin              | 3.                  | Marathon            | 2:12:09 h           |
| 2019                | Weltmeisterschaften       | Doha                | 12.                 | Marathon            | 2:12:41 h           |
| 2021                | Olympische Sommerspiele   | Tokio               |                     | Marathon            | DNF                 |

## Persönliche Bestleistungen
- 800 m: 1:57,30 min, 21. Juni 2019, Abano Terme
- 1500 m: 3:40,56 min, 10. Juni 2016, Ponzano Veneto
- 3000 m: 8:02,91 min, 1. Juli 2015, Nembro
- 5000 m: 13:37,88 min, 3. September 2013, Rovereto
- 10.000 m: 28:50,45 min, 17. Mai 2014, Ferrara
- 3000 m Hindernis: 8:55,67 min, 13. Juli 2013, Mailand
- Halbmarathon: 1:02:29 h, 24. Februar 2019, Neapel
- Marathon: 2:08:05 h, 28. April 2019, London